# SailPointテクノロジーズ
SailPoint Technologies Holdings, Inc（SailPointテクノロジーズ）は、アイデンティティ管理サービスを展開するアメリカ合衆国のテクノロジー企業で、同社は企業にあるすべてのアイデンティティ (ID) を一元的に可視化し、ID管理業務を自動化するクラウド型ソリューションを提供する業界リーダー。本社はテキサス州オースティンにあり、オフィスをイギリス、フランス、オランダ、スイス、インド、イスラエル、オーストラリア、シンガポール、日本に持つ。

## 歴史
SailPointは、Mark McClainと共同創業者らによって2005年に設立された。2007年アイデンティティ・ガバナンス管理ソリューションの先駆けとしてサービス提供を開始。2010年プロビジョニング機能を追加。2015年、非構造化データを対象とした管理ソリューションの提供を開始。2017年に、AIと機械学習によるアイデンティティ分析ソリューションの提供を開始。同年11月には、ニューヨーク証券取引所に上場し、2億4000万ドルを調達した。2018年には日本法人を設立し、ロボットによる機械学習を搭載したRPA管理機能を追加。2020年にクラウド・ガバナンスソリューションの提供を開始し、2021年には、日本での事業の本格展開をスタート。2022年1月、Amazon Web Services (AWS) の東京リージョンを活用し、国内にサービス提供基盤を構築したことを発表した。2022年4月、Thoma BravoがSailPointを69億ドルで買収する正式契約を締結したことが発表され、2022年8月には、買収が完了したことが報告された。

## 資金調達
2006年1月、SailPointはシリーズAラウンドで、Austin Ventures、Lightspeed Venture Partners、 Origin Ventures、Silverton Partnersから450万ドルを調達した。2007年1月のシリーズBラウンドでは、Austin Ventures、Lightspeed Venture Partners、 Origin Ventures、Silverton Partnersから計1,000万ドルを調達。2008年8月のシリーズCラウンドでは、 Austin Ventures、Lightspeed Venture Partners、Origin Ventures、Silverton Partnersから650万ドルを調達した。2014年8月にThoma Bravoから資金調達、12月には、24万7,900ドル（投資家非公開）を調達した。

## M&A
2015年7月、データアクセス管理のサービスを提供するWhitebox Security社の買収を発表。2019年10月、3,700万5,000ドルでOrkus社とOverWatchID社の買収。2021年にSaaS管理スタートアップのIntello社、ERP Maestro社を買収した。

## サービス
SailPointが提供するクラウド型統合ID管理システム「SailPoint IdentityNow」には、主要なアイデンティティ・セキュリティ製品をパッケージ化した2つの製品スイートがある。
「SailPoint Identity Security Cloud Business」は、アイデンティティ・セキュリティの導入に不可欠なSaaS製品の統合ソリューションで、「SailPoint Identity Security Cloud Business Plus」はAIと機械学習を活用し、セキュリティを強化するSaaS型統合ソリューションである。
アクセス権の棚卸
内部統制・コンプライアンスに則り、ユーザーのアクセス権をチェックする。最小権限の徹底（不要なアクセス件の排除）とリスクの高いアクセス権を認識し、適切に管理することで、不正アクセスや情報漏洩のリスクを低減し、セキュリティを強化する。
職務分掌/ポリシー管理
相反する権限の組み合わせや様々な条件によるポリシーを定義して監視し、不正行為やコンプライアンス違反を防止する。
アクセス権申請・付与
アプリケーションやデータへのアクセス権を単一ブラウザ上で申請・付与し、業務負担を軽減する。
プロビジョニング
ユーザーが適切な権限で利用できるよう自動でアカウントを作成、保守、削除し、アプリケーションへのアクセス権を設定する。マニュアル作業を削減し業務スピードを向上させる。
SaaS管理
IT部門で把握しきれない、企業のSaaSアプリケーションの利用状況を可視化し一元化することで、シャドーITの発見やコストの最適化、リスクの緩和を実現する。
マルチクラウドアクセス管理
AWS、Microsoft Azure、Google Cloud Platformのマルチクラウド環境でのアクセス権を一元管理し、誰が何のオブジェクトにアクセス可能か可視化する。
ファイルアクセス管理
クラウドや共有フォルダのファイルに保存された非構造化データを含む機密情報データを分類し、アクティビティや権限情報を分析・管理する。GDPRなどの法規制に準拠し、潜在的なリスクを防ぐ。
GRCとアクセスリスク分析
SAPなどのERPシステムに接続し、リアルタイムかつ自動で、細かい粒度でロールのリスク分析を実施する。GRCプロセスを簡素化し、未然に潜在的なエラーやリスクを防ぎ、コンプライアンスを確保する。
パスワード管理
あらゆるデバイスからクラウド/オンプレミスアプリケーションのパスワードを管理する。セキュリティを確保しながらヘルプデスクの負荷を軽減し、業務効率を改善する。
アクセス権インサイト
各アプリケーションアカウントに対するアクセス権情報履歴を表示し、アクセス権の棚卸作業やアクセス権承認時に、承認すべきか素早く判断可能。セキュリティ事故の原因解明・説明に対しても有効。
レコメンデーションエンジン
人工知能 (AI) や機械学習 (ML) を活用した推奨エンジンにより、誤りやすく時間のかかるアクセス権承認・付与の意思決定をサポートし、リスクの低いものは自動化する。
アクセスのロール権限定義
AIやMLの技術を活用し、類似のアクセス権限をもつユーザー情報からロールの候補を提案する。ロール作成をサポートするだけでなく、継続的にロールを最新の状態に保つ。

## 価値観
SailPointでは「4つのI（アイ）」と呼ばれる哲学が重視されている。
- Innovation（イノベーション）：現実の課題を解決するクリエイティブなソリューションを開発。
- Integrity（誠実さ）：約束を果たす。
- Impact（インパクト）：活動ではなく成果に基づく報酬。
- Individual（個人）：　SailPointの全社員を尊重。

## 顧客
トヨタモーターヨーロッパ、GE、ゼネラルモーターズ、サムスンバイオロジクス、ABNアムロ銀行、フィリップスをはじめ、2,500社以上にアイデンティティ・プラットフォームが導入されている。

## 日本法人
2018年にSailPointテクノロジーズジャパン合同会社を開設。オフィスは、東京都渋谷区に所在する。

## 賞、評価など
- ガートナーのPeer Insights Customers’ Choice IGA部門を2020年、2021年と連続受賞している。同賞は、アイデンティティおよびガバナンス管理のソリューションを購入、導入、使用したことのあるエンドユーザーからの評価に基づいている。
- ガートナーのマジック・クワドラント IGA部門のリーダーに6度、選ばれている。同賞は、ビジョンの完全性と実行能力の2つの基準に基づいてベンダーを評価し、リーダー、チャレンジャー、ビジョナリー、ニッチプレーヤーに分類される[10]。